# Les Vacances de monsieur Hulot

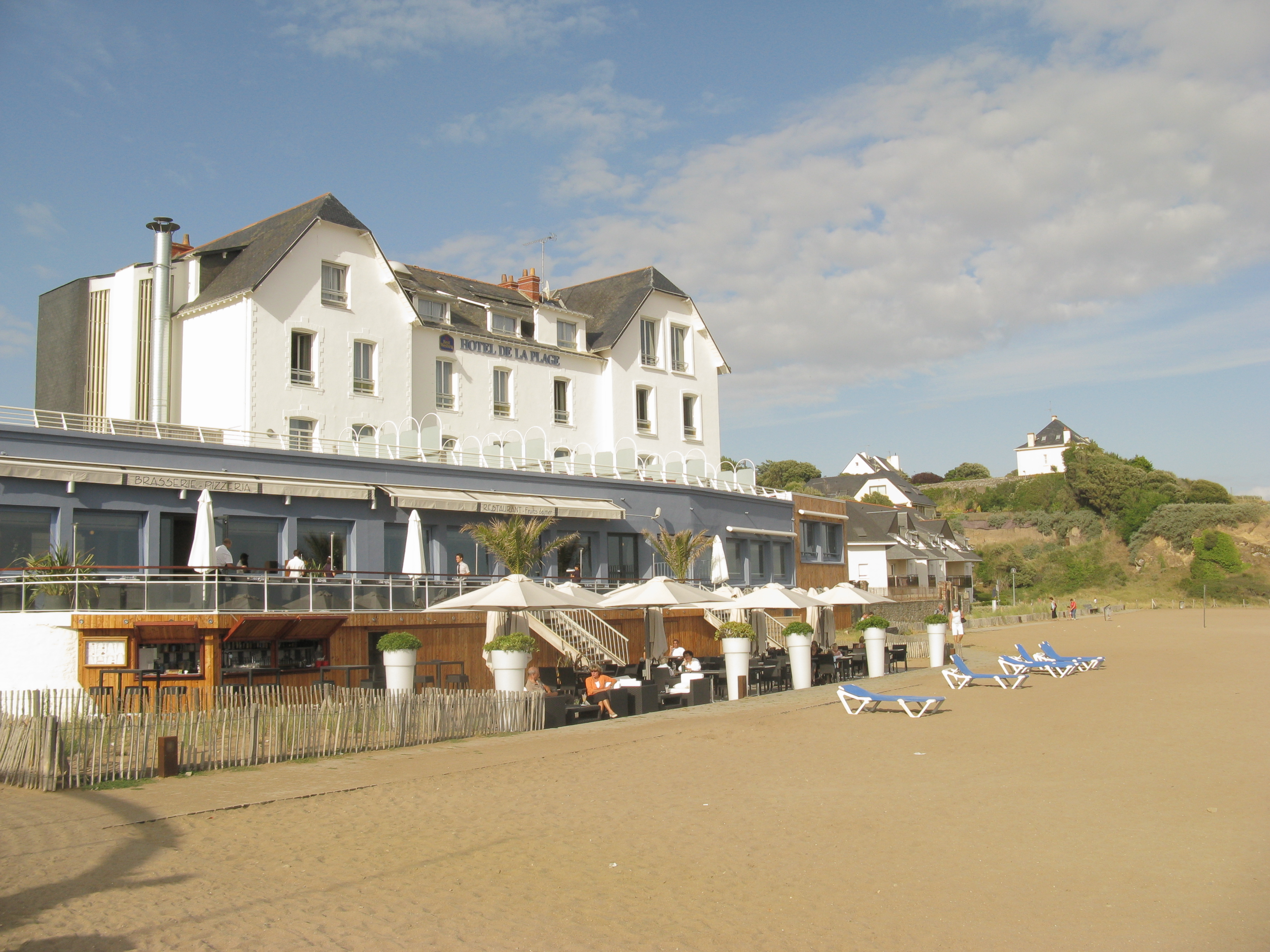
O Hotel de La Plage, em Saint-Marc-sur-Mer, onde uma parte do filme foi feito

Les Vacances de monsieur Hulot é um filme francês de comédia dirigido, escrito e protagonizado por Jacques Tati. Introduziu o personagem fumador de cachimbo, bem-intencionado, mas desajeitado, do Senhor (ou Monsieur)  Hulot, que aparece nos filmes subsequentes de Tati, incluindo Mon Oncle (1958), Playtime (1967) e Trafic (1971). O filme ganhou uma reputação internacional de seu criador quando lançado em 1953. 
O filme foi um grande sucesso de bilheteira com um público de 5.071.920 pessoas e tornou Tati conhecido internacionalmente.

## Sinopse
O distraído e desastrado, mas simpático e adorável Sr. Hulot vai passar as suas férias no balneário francês de Saint-Marc-sur-Mer causando as maiores e mais divertidas confusões por onde passa.

## Elenco
- Jacques Tati: Monsieur Hulot
- Nathalie Pascaud: Martine
- Micheline Rolla: Tia
- Valentine Camax: hóspede inglesa
- Louis Perrault: Fred
- André Dubois: O Major
- Lucien Frégis: dono do hotel
- Raymond Carl: garçon
- René Lacourt: senhor idoso
- Marguerite Gérard: senhora idosa

## Prêmios e indicações

### Prêmios
Prémio Louis-Delluc
- Melhor filme: 1953

 National Board of Review
- Melhor filme estrangeiro: 1954[2]

### Indicações
Festival de Cannes
- Palma de Ouro (melhor filme): 1953[3]

 Oscar
- Melhor roteiro original: 1956[4]